# Vinod Kumar Chandranarain Khanna
Vinod Kumar Chandranarain Khanna es un diplomático, indio retirado.
- De 1983 a  febrero de 1985 fue embajador en La Habana.
- De febrero de 1985 a marzo de 1988 fue embajador en Yakarta.
- De octubre de 1989 a 1991 fue embajador en Timbu (Bután ).
- Fue director del departamento asiaoriente en el ministerio de asuntos Exteriores (India).
- Fue director del Institute of Chinese Studies en Nueva Delhi.
- Después de su retiro se desempeñó como el primer jefe de la India Taipei Association, que se ocupa de los intereses de la India en Taiwán.[1]